# Diego Armando Hernández
Diego Armando Hernández Quiñonez (Buenaventura; 4 de mayo de 2000) es un futbolista colombiano. Juega como defensa y actualmente milita en Águilas Doradas de la Categoría Primera A colombiana.

## Trayectoria

#### América de Cali (divisiones menores)
Diego se formó en las divisiones menores del América de Cali, sería suplente del primer equipo en la Copa Colombia del 2019 donde lastimosamente no lograría debutar al primer equipo, se iría a España el 7 de mayo del 2019 a pasar las pruebas en las menores del Villareal C. F. donde no pasaría la prueba. 

#### Real Santander
Después de no seguir en el América, llegaría al Real Santander en el 2021 donde haría su debut en 6 de septiembre del mismo año frente a Tigres Fútbol Club donde el equipo rival ganaría por 2 a 0 siendo titular todo el partido. 

#### Deportivo Pereira
En el año 2023 su club decide mandarlo a préstamo al Deportivo Pereira por un año donde tendría destacadas actuaciones por dirigidos por el técnico Alejandro Restrepo, lastimosamente su club decide no comprar su carta pase haciendo que retorne a su club. 

#### Santa Fe
Se iría de nuevo a préstamo pero esta vez en Independiente Santa Fe, donde sería anunciado el 2 de marzo de 2024 por un año. 

## Clubes
| Club              | País     | Año             |
| ----------------- | -------- | --------------- |
| Real Santander    | Colombia | 2021 - 2022     |
| Deportivo Pereira | Colombia | 2023            |
| Santa Fe          | Colombia | 2024            |
| Águilas Doradas   | Colombia | 2025 - Presente |

## Estadísticas

### Clubes
Actualizado al último partido disputado el 6 de octubre de 2024.
| Club | Div.          | Temporada     | Liga  | Liga  | Liga  | Copas nacionales (1) | Copas nacionales (1) | Copas nacionales (1) | Copas internacionales (2) | Copas internacionales (2) | Copas internacionales (2) | Total | Total | Total |
| Club | Div.          | Temporada     | Part. | Goles | Asis. | Part.                | Goles                | Asis.                | Part.                     | Goles                     | Asis.                     | Part. | Goles | Asis. |
| --- | ------------- | ------------- | ----- | ----- | ----- | -------------------- | -------------------- | -------------------- | ------------------------- | ------------------------- | ------------------------- | ----- | ----- | ----- |
| Real Santander · Colombia | 2.ª           | 2021          | 8     | 0     | 0     | —                    | —                    | —                    | —                         | —                         | —                         | 8     | 0     | 0     |
| Real Santander · Colombia | 2.ª           | 2022          | 27    | 2     | 0     | 6                    | 0                    | 0                    | —                         | —                         | —                         | 33    | 2     | 0     |
| Real Santander · Colombia | Total club    | Total club    | 35    | 2     | 0     | 6                    | 0                    | 0                    | —                         | —                         | —                         | 41    | 2     | 0     |
| Deportivo Pereira · Colombia | 1.ª           | 2023          | 26    | 1     | 0     | 6                    | 0                    | 0                    | 2                         | 0                         | 0                         | 34    | 1     | 0     |
| Deportivo Pereira · Colombia | Total club    | Total club    | 26    | 1     | 0     | 6                    | 0                    | 0                    | 2                         | 0                         | 0                         | 34    | 1     | 0     |
| Santa Fe · Colombia | 1.ª           | 2024          | 19    | 0     | 0     | 4                    | 0                    | 0                    | —                         | —                         | —                         | 23    | 0     | 0     |
| Santa Fe · Colombia | Total club    | Total club    | 19    | 0     | 0     | 4                    | 0                    | 0                    | —                         | —                         | —                         | 23    | 0     | 0     |
| Total carrera | Total carrera | Total carrera | 80    | 3     | 0     | 16                   | 0                    | 0                    | 2                         | 0                         | 0                         | 98    | 3     | 0     |
| (1) Incluye datos de Copa Colombia (2022-2024) y Superliga de Colombia (2023).(2) Incluye datos de la Copa Libertadores (2023). |               |               |       |       |       |                      |                      |                      |                           |                           |                           |       |       |       |